# Sysop
Ein Sysop (IPA: sɪsɒp; eine Abkürzung für englisch System Operator, auch in Binnenmajuskelschreibweise als SysOp, selten auch Sys-Op) ist ein Betreiber und häufig auch Besitzer einer Mailbox (BBS), einer virtuellen Community oder eines Mehrbenutzer-Computersystems. Der Begriff kann auch für Administratoren anderer internetbasierter Netzwerkdienste verwendet werden.
Co-Sysops sind Benutzer, denen bestimmte Verwaltungsrechte auf einer Mailbox gewährt wurden. Im Allgemeinen helfen sie bei der Überprüfung von Benutzern und überwachen Diskussionsforen. Einige Co-Sysops dienen als File Clerks, die neu hochgeladene Dateien überprüfen, beschreiben und in den entsprechenden Download-Verzeichnissen veröffentlichen.
In der Vergangenheit bezog sich der Begriff Sysop auf die Bedienungskraft eines Computersystems, insbesondere eines Großrechners. Im Allgemeinen ist ein Sysop eine Person, die den Betrieb eines Servers beaufsichtigt, typischerweise in einem großen Computersystem. Die Verwendung des Begriffs wurde in den späten 1980er und 1990er Jahren populär, ursprünglich in Bezug auf Mailbox-Betreiber. Eine Person mit ähnlichen Funktionen auf einem Netzwerk-Host oder -Server wird in der Regel als Sysadmin, kurz für Systemadministrator, bezeichnet.
Da diese Aufgaben vor dem Aufkommen des World Wide Web häufig mit denen des Sysadmins geteilt wurden, wird der Begriff Sysop oft allgemeiner für einen Administrator oder Moderator verwendet, z. B. für einen Forenadministrator. Daher wird der Begriff Sysadmin technisch verwendet, um die berufliche Position eines Netzbetreibers abzugrenzen.
Im Jargon File wird der Begriff erstmals in der modernen Version 2.4.1 am 14. Januar 1991 erwähnt:

“<sysop> n. [BBS] The operator (and usually owner) of a
   bulletin-board system.  A common neophyte mistake on <FidoNet> is
   to address a message to `sysop' in an international <echo>, thus
   sending it to hundreds of sysops world-wide.”